# Double mixte SL3-SU5 de badminton aux Jeux paralympiques d'été de 2024
Navigation
Tokyo 2020
Le Double mixte SL3-SU5 de badminton aux Jeux paralympiques d'été de 2024 se déroule du 29 août au 2 septembre 2024 à l'Arena Porte de la Chapelle, en France. Il s’agit de la deuxième apparition de l’épreuve aux Jeux paralympiques d'été.
Lors de l'édition précédente à Tokyo en 2020, la compétition est remportée par l'équipe d'Indonésie composée des badistes handisports Hary Susanto et Leani Ratri Oktila.

## Organisation

### Lieu de la compétition
Le tournoi paralympiques de badminton a lieu à l'arena Porte de la Chapelle, située dans le 18e arrondissement de Paris, en France. Construit spécialement pour les Jeux, ce complexe polyvalent peut accueillir jusqu'à 8 000 spectateurs.
Outre les épreuves de para badminton, le site accueillera également celles de l'haltérophilie et, lors des Jeux olympiques, les épreuves de badminton et de gymnastique rythmique.
| Paris 18e                  | \| Arena Porte de la Chapelle \| |
| Arena Porte de la Chapelle | \| Arena Porte de la Chapelle \| |
| Capacité: 8 000            | \| Arena Porte de la Chapelle \| |
| Site de la compétition.    | \| Arena Porte de la Chapelle \| |
| Arena Porte de la Chapelle |                                  |

## Participants

### Nations participantes
| Afrique | Amériques | Asie                                           | Europe   | Océanie |
| ------- | --------- | ---------------------------------------------- | -------- | ------- |
|         |           | - Chine - Inde - Indonésie - Japon - Thaïlande | - France |         |
| 0 pays  | 5 pays    | 1 pays                                         | 0 pays   | 0 pays  |

## Médaillés
| Or                                              | Argent                                          | Bronze                                |
| Indonésie - Hikmat Ramdani - Leani Ratri Oktila | Indonésie - Fredy Setiawan - Khalimatus Sadiyah | France, - Lucas Mazur - Faustine Noël |

## Résultats détaillés

### Phase de groupes

#### Groupe A
|   | Équipes                                       | Pts | MJ | G | P | SG | SP | PG  | PP  |
| - | --------------------------------------------- | --- | -- | - | - | -- | -- | --- | --- |
| 1 | Hikmat Ramdani / Leani Ratri Oktila (INA)     | 3   | 3  | 3 | 0 | 6  | 0  | 126 | 74  |
| 2 | Lucas Mazur / Faustine Noël (FRA)             | 2   | 3  | 2 | 1 | 4  | 2  | 110 | 107 |
| 3 | Kumar Nitesh / Thulasimathi Murugesan (IND)   | 1   | 3  | 1 | 2 | 2  | 4  | 106 | 118 |
| 4 | Suhas Lalinakere Yathiraj / Palak Kohli (IND) | 0   | 3  | 0 | 3 | 0  | 6  | 83  | 126 |

| Date    | Horaire | Équipe 1           | Score | Équipe 2           | Set 1 | Set 2 | Set 3 |
| ------- | ------- | ------------------ | ----- | ------------------ | ----- | ----- | ----- |
| 29 août | 8 h 30  | Ramdani / Oktila   | 2–0   | Mazur / Noël       | 21–11 | 21–12 |       |
| 29 août | 8 h 30  | Nitesh / Murugesan | 2–0   | Yathiraj / Kohli   | 21–14 | 21–17 |       |
| 29 août | 18 h 40 | Ramdani / Oktila   | 2–0   | Nitesh / Murugesan | 21–15 | 21–8  |       |
| 29 août | 19 h 20 | Mazur / Noël       | 2–0   | Yathiraj / Kohli   | 21–15 | 21–9  |       |
| 30 août | 20 h 40 | Mazur / Noël       | 2–0   | Nitesh / Murugesan | 24–22 | 21–19 |       |
| 30 août | 20 h 40 | Ramdani / Oktila   | 2–0   | Yathiraj / Kohli   | 21–11 | 21–17 |       |

#### Groupe B
|   | Équipes                                    | Pts | MJ | G | P | SG | SP | PG  | PP  |
| - | ------------------------------------------ | --- | -- | - | - | -- | -- | --- | --- |
| 1 | Fredy Setiawan / Khalimatus Sadiyah (INA)  | 3   | 3  | 3 | 0 | 6  | 0  | 132 | 94  |
| 2 | Siripong Teamarrom / Nipada Seansupa (THA) | 2   | 3  | 2 | 1 | 4  | 3  | 124 | 126 |
| 3 | Yang Jianyuan / Yang Qiuxia (CHN)          | 1   | 3  | 1 | 2 | 2  | 4  | 105 | 120 |
| 4 | Taiyo Imai / Noriko Ito (JPN)              | 0   | 3  | 0 | 3 | 1  | 6  | 127 | 148 |

| Date    | Horaire | Équipe 1             | Score | Équipe 2             | Set 1 | Set 2 | Set 3 |
| ------- | ------- | -------------------- | ----- | -------------------- | ----- | ----- | ----- |
| 29 août | 8 h 30  | Setiawan / Sadiyah   | 2–0   | Imai / Ito           | 21–12 | 25–23 |       |
| 29 août | 9 h 10  | Teamarrom / Seansupa | 2–0   | Yang J. / Yang Q.    | 21–11 | 21–15 |       |
| 29 août | 18 h 40 | Imai / Ito           | 0–2   | Yang J. / Yang Q.    | 19–21 | 15–21 |       |
| 29 août | 19 h 20 | Setiawan / Sadiyah   | 2–0   | Teamarrom / Seansupa | 21–5  | 21–17 |       |
| 30 août | 21 h 20 | Setiawan / Sadiyah   | 2–0   | Yang J. / Yang Q.    | 23–21 | 21–16 |       |
| 30 août | 21 h 20 | Imai / Ito           | 1–2   | Teamarrom / Seansupa | 21–18 | 18–21 | 19–21 |

### Phase à élimination directe
|  |                                                |            |                                                 |            |                                                 |    |    |               |        |        |        |        |
|  | 1/2 finale                                     | 1/2 finale | 1/2 finale                                      | 1/2 finale | 1/2 finale                                      |    |    | Finale        | Finale | Finale | Finale | Finale |
|  | 31 août                                        |            |                                                 |            |                                                 |    |    |               |        |        |        |        |
|  |                                                |            |                                                 |            |                                                 |    |    |               |        |        |        |        |
|  | Hikmat Ramdani (INA) Leani Ratri Oktila (INA)  | A1         | 21                                              | 21         |                                                 |    |    |               |        |        |        |        |
|  | Hikmat Ramdani (INA) Leani Ratri Oktila (INA)  | A1         | 21                                              | 21         | 1er septembre                                   |    |    |               |        |        |        |        |
|  | Siripong Teamarrom (THA) Nipada Seansupa (THA) | B2         | 12                                              | 8          |                                                 |    |    |               |        |        |        |        |
|  | Siripong Teamarrom (THA) Nipada Seansupa (THA) | B2         | 12                                              | 8          | Hikmat Ramdani (INA) · Leani Ratri Oktila (INA) | A1 | 21 | 21            |        |        |        |        |
|  | 31 août                                        |            |                                                 |            | Hikmat Ramdani (INA) · Leani Ratri Oktila (INA) | A1 | 21 | 21            |        |        |        |        |
|  |                                                |            | Fredy Setiawan (INA) · Khalimatus Sadiyah (INA) | B1         | 16                                              | 15 |    |               |        |        |        |        |
|  | Lucas Mazur (FRA) Faustine Noël (FRA)          | A2         | Fredy Setiawan (INA) · Khalimatus Sadiyah (INA) | B1         | 16                                              | 15 | 15 | 15            |        |        |        |        |
|  | Lucas Mazur (FRA) Faustine Noël (FRA)          | A2         |                                                 |            |                                                 |    | 15 | 15            |        |        |        |        |
|  | Fredy Setiawan (INA) Khalimatus Sadiyah (INA)  | B1         | 21                                              | 21         |                                                 |    |    |               |        |        |        |        |
|  | Fredy Setiawan (INA) Khalimatus Sadiyah (INA)  | B1         | 21                                              | 21         | Match pour la troisième place                   |    |    |               |        |        |        |        |
|  |                                                |            |                                                 |            |                                                 |    |    |               |        |        |        |        |
|  |                                                |            |                                                 |            |                                                 |    |    | 1er septembre |        |        |        |        |
|  |                                                |            |                                                 |            |                                                 |    |    |               |        |        |        |        |
|  | Siripong Teamarrom (THA) Nipada Seansupa (THA) | B2         | 14                                              | 16         |                                                 |    |    |               |        |        |        |        |
|  | Siripong Teamarrom (THA) Nipada Seansupa (THA) | B2         | 14                                              | 16         |                                                 |    |    |               |        |        |        |        |
|  | Lucas Mazur (FRA) · Faustine Noël (FRA)        | A2         | 21                                              | 21         |                                                 |    |    |               |        |        |        |        |